# Karel Vít Hof
Karel Vít Hof (16. července 1826 Praha – 9. srpna 1887 Kunratice u Prahy) byl český historik, novinář a spisovatel. Byl znám i pod pseudonymem Karel Havelský.

## Život
Vystudoval gymnázium a filozofii, poté pracoval jako úředník – nejprve patrimoniální, pak politický a na vyvazovacím úřadě . Později byl zaměstnán u c. k. české účtárny a nakonec na pražském magistrátu. Určitou dobu také pobýval v Polsku a v roce 1868 působil jako účetní ve spolku pro výstavbu Národního divadla. V 70. letech se mu zhoršil zrak a nepomohla mu ani operace očí. Jako téměř slepý odešel do předčasného důchodu a posledních deset let žil v ústraní. Zemřel 9. srpna 1887, pohřben byl o dva dny později na kunratickém hřbitově.

### Dílo
Literárně tvořit začal jako student. Jeho texty byly uveřejňovány v časopisech Květy, Česká včela, Lumír, Obrazy života nebo Českomoravská pokladnice. Po smrti Tyla se stal redaktorem Pražského posla a v roce 1862 redaktorem ilustrovaného časopisu Rodinná kronika.
V 60. letech 19. století napsal několik historických studií, uveřejněných zejména v časopise Zlatá Praha. Týkaly se Svatovítského chrámu, kostela sv. Štěpána menšího ve zdi, kostela svaté Anežky (?), kaple sv. Barbory u kláštera Klarisek, Betlémské kaple a Bejčkovy koleje. Psal i povídky – Dluh a vina (Česká včela 1876) a Pluk Madlonský (Světozor 1875). V roce 1868 vydal knihu Dějiny velkého národního divadla v Praze, od prvních počátkův až do kladení základního kamena; jeden výtisk byl později umístěn do kopule. V posledních letech života pracoval na českém historickém kalendáři, nepodařilo se mu jej ale dokončit.